# Dial-up

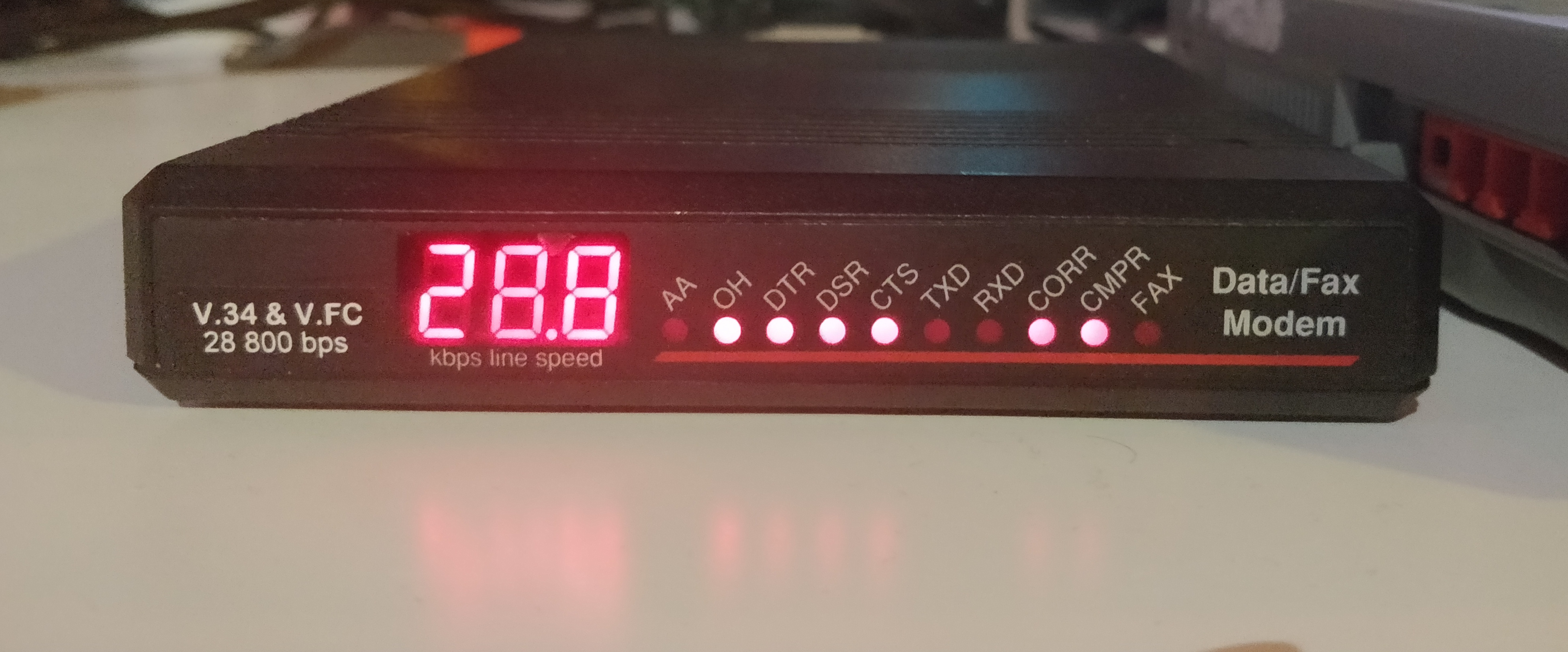
Modem activ USRobotics courer 28800-bit/s

Accesul la Internet prin dial-up este o formă de acces la Internet care utilizează facilitățile rețelei telefonice publice comutate (PSTN) pentru a stabili o conexiune la un furnizor de servicii Internet (ISP) prin formarea unui număr de telefon pe o linie telefonică convențională . Conexiunile dial-up folosesc modemuri pentru a decoda semnalele audio în date pentru a le trimite către un router sau computer și pentru a codifica semnalele de la ultimele două dispozitive pentru a le trimite către un alt modem.

### Istoric
În 1979, Tom Truscott și Jlim Elis , absolvenți ai Universității Duke , au creat un predecesor timpuriu al accesului la Internet prin dial-up, numit USENET . USENET era un sistem bazat pe UNIX care folosea o conexiune dial-up pentru a transfera date prin modemuri telefonice.
Internetul dial-up există încă din anii 1980 prin intermediul furnizorilor publici, cum ar fi universitățile conectate la NSFNET . BBC a stabilit accesul la internet prin Universitatea Brunel din Regatul Unit în 1989.  Dial-up a fost oferit pentru prima dată comercial în 1992 de către Pipex în Regatul Unit și Sprintin Statele Unite.  După introducerea în bandă largă comercială la sfârșitul anilor 1990,  accesul la Internet prin dial-up a devenit mai puțin popular la mijlocul anilor 2000. Este încă folosit acolo unde alte forme nu sunt disponibile sau unde costul este prea mare, ca în unele zone rurale sau îndepărtate. 

### Modem-uri
Deoarece nu exista o tehnologie care să permită semnale de transport diferite pe o linie telefonică la momentul respectiv, accesul la internet prin linie se baza pe utilizarea comunicațiilor audio. Exact în același mod în care ai putea ridica telefonul și ai vorbi cu cineva, un modem ar prelua datele digitale de la un computer, le-ar modula  într-un semnal audio și le-ar trimite către un modem de recepție. Acest modem de recepție ar demodula  semnalul din zgomotul analogic, înapoi în date digitale pentru ca computerul să le proceseze.
Simplitatea acestui aranjament însemna că oamenii nu ar putea să-și folosească linia telefonică pentru comunicare verbală până la terminarea convorbirii.
Viteza Internetului folosind această tehnologie poate scădea la 21,6 kbit/s sau mai puțin. Motivul este starea proastă a liniei, nivelul ridicat de zgomot și alți factori. Din acest motiv, este numit popular Sindromul 21600. 

### Disponibilitate
Conexiunile dial-up la Internet nu necesită infrastructură suplimentară, în afară de rețeaua telefonică și modemurile și serverele necesare pentru a efectua și a răspunde la apeluri. Deoarece accesul la telefon este disponibil pe scară largă, dial-up este adesea singura opțiune disponibilă pentru zonele rurale sau îndepărtate , unde instalațiile de bandă largă nu sunt predominante din cauza densității scăzute a populației și a costurilor ridicate ale infrastructurii.  Accesul prin dial-up poate fi, de asemenea, o alternativă pentru utilizatorii cu bugete limitate, deoarece este oferit gratuit de unii ISP, deși bandă largă este din ce în ce mai disponibilă la prețuri mai mici în multe țări din cauza concurenței pe piață.

### Viteza rețelelor Dial-up
Rețeaua dial-up funcționează extrem de prost de standardele moderne datorită limitărilor tehnologiei tradiționale a modemului. Primele modemuri (create în anii 1950 și 1960) funcționau la viteze măsurate la 110 și 300 baud (o unitate de măsură a semnalului analog numit după Emile Baudot), echivalentul a 110-300 biți pe secundă (bps) . Modemurile moderne de tip dial-up pot ajunge la maxim 56 Kbps (0,056 Mbps) din cauza limitărilor tehnice.
Furnizori precum Earthlink promovează tehnologia de accelerare a rețelei care pretinde că îmbunătățește semnificativ performanța conexiunilor dial-up folosind tehnici de compresie și cache. În timp ce acceleratoarele de tip dial-up nu măresc limitele maxime ale liniei telefonice, ele pot contribui la o utilizare mai eficientă în anumite situații. Performanța generală a dial-up-ului este abia adecvată pentru citirea e-mailurilor și navigarea pe site-urile Web simple.

### Dial-up versus DSL
Dial-up și tehnologia DSL (Digital Subscriber Line) permit atât accesul la Internet prin linii telefonice. DSL atinge viteze de peste 100 de ori mai mari decât cele ale dial-up prin tehnologia avansată de semnalizare digitală. DSL funcționează și la frecvențe semnal foarte mari, care permit unei gospodării să utilizeze aceeași linie telefonică atât pentru apelurile vocale, cât și pentru serviciul Internet. În schimb, dial-up-ul necesită acces exclusiv la linia telefonică; când este conectat la Internet dial-up, gospodăria nu-l poate folosi pentru a efectua apeluri vocale.
Sistemele dial-up utilizează protocoale de rețea specializate, cum ar fi PPP (PPP), care au devenit ulterior baza tehnologiei PPP over Ethernet (PPPoE) utilizată cu DSL.
1. 1 2  „Ce sa întâmplat cu adevărat cu rețelele dial-up”. ro.eyewated.com. Accesat în 1 decembrie 2022.